# Карл Стефановић
Карл Стефановић (енгл. Karl Stefanovic; Сиднеј, 12. август 1974) је аустралијски телевизијски водитељ и новинар, добитник Gold Logie награде. Стефановић је тренутно један од домаћина на аустралијској телевизији Today, мреже Nine Network.

## Детињство и младост
Стефановић је рођен у предграђу Сиднеја, Дарлингхерсту, Аустралија. Отац му је српско-немачког порекла а мајка Аустралијанка. Његов млађи брат је страни дописник за Канал 9. Образовање је стекао на Колеџу Светог Аугустина у Карнсу. у Англиканској школи и на Технолошком факултету у Квинсленду где је стекао диплому из новинарства 1994. године. 
После завршетка студија почео је да ради за телевизији WIN у Рокхемптону и Карнсу као млађи извештач. Касније 1996, Карл добија посао репортера на Новом Зеланду на националној телевизији, у One Network News.
Враћа се у Аустралију 1998. и ради као репортер и презентер за Ten News у Бризбејну, и уз то је замена по потреби за презентера вести Рона Вилсона у Сиднеју. 

## Nine Network
Стефановић је 2000. прешао у Nine Network као репортер и помоћни презентер за National Nine News у Бризбејну. Добио је награду Queensland Media Award  за најбоље покривање вести за репортажу о пожару у омладинском хостелу 2000. године. 
Његово извештавање о пожарима 2001. у Варагамби јануара 2002. довела су га до информативне редакције у Сиднеју, одакле касније покрива пожаре у Камбери 2003. године. 
Карл Стефановић је 2003. постављен у Лос Анђелесу за дописника ове мреже из САД. 
У фебруару 2005. године Карл замењује дугогодишњег домаћина програма Australian TV program Today Стива Либмана, и тренутно је један од домаћина програма, заједно са Лизом Вилкинсон. Такође је заменик за Трејси Гримшо на A Current Affair.
Стефановић је 2006. учествовао у реалити програму ове мреже Torvill and Dean's Dancing on Ice. Стигао је до самог финала када га је гласовима публике победио Џејк Пол.
Од 2008. Карл је домаћин емисије Carols by Candlelight са Лизом Вилконсон која замењује дугогодишњег водитеља Реја Мартина. 
Поред улоге домаћина, од 2011 Карл је репортер на 60 Minutes (Australian TV program). Недавно је почео да води A Current Affair недељом увече.
 
У децембру 2011 Стефановић је као члан посаде победничке јахте учествовао на трци 2011. Sydney to Hobart Yacht Race.
Стефановић је такође био вечерњи извештач са Олимпијских игара у Лондону 2012. године.
У децембру 2013. Стефановић учествује у трци Sydney to Hobart Yacht Race, а са њим у посади су и други познати Аустралијанци , Larry Emdur, Guillaume Brahimi, Tom Slingsby, Phil Waugh и Jude Bolton.
У октобру 2015. Стефановић води панел емисију "Пресуда" на Nine Network. Ова емисија комбиније елементе успешних програма The Project и Q&A али одржава контроверзу избором учесника дискусије.

## Филмографија
| Година       | Наслов                           | Улога            | Напомене                  |
| ------------ | -------------------------------- | ---------------- | ------------------------- |
| 2016         | Independence Day: Resurgence     | Репортер         | Филм                      |
| 2012         | Beaconsfield                     | Игра себе        | ТВ филм                   |
| 2012         | Great Barrier Reef               | Преѕентер        | 3 епизоде                 |
| 2011         | The Jesters серија               | Игра себе        |                           |
| 2010         | A Current Affair                 | Репортер         | Епизода 22. март 2010.    |
| 2009         | Australia's Funniest Home Videos | Игра себе        | Специјал 20 година        |
| 2008         | Hole in the Wall                 | Вођа тима играча |                           |
| 2007         | A Current Affair                 | Заменик водитељ  | Епизода 27. август 2007.  |
| 2007         | 20 to 1                          | Игра себе        |                           |
| 2007         | Temptation                       | Такмичар         | 2 епизоде                 |
| 2006         | Torvill & Dean's Dancing on Ice  | Игра себе        | 8 епизода                 |
| 2006         | Bert's Family Feud               | Вођа тима        | 3 епизоде                 |
| 2005         | The Price Is Right               | Игра себе        | Епизода 24. октобар 2005. |
| 2005–present | Today (Australian TV program)    | Домаћин          |                           |

## Награде
Карл Стефановић је 2011 добио две награде Logie; златну као најпопуларнија личност, и сребрну као најпопуларнији презентер.

## Разно
У новембру 2015. године, Карл Стефановић је у интервјуу за Fairfax Media рекао да је у емисијама сваког дана у току једне године носио исто одело, "осим пар пута стицајем околности", и да је то био његов експеримент из сексизма. Док његове колегинице редовно бивају критиковане шта год да обуку, рекао је, нико није примећивао његово одевање све то време. Стефановић је мењао кошуље и кравате много чешће него одело.